# Stenopelmatidae
Die Stenopelmatidae sind eine Familie der Heuschrecken mit grabender Lebensweise. Sie ist in Nord- und Mittelamerika, Südafrika und im tropischen Asien verbreitet.

## Merkmale
Es handelt sich um meist recht große, bis etwa 5 Zentimeter lange Heuschrecken, die von dunkelbraun über rötlich bis gelblich strohfarben (im Sand lebende Formen) gefärbt sind. Ihre charakteristische Körperform erinnert manche Betrachter an übergroße Ameisen. Die Geschlechter sind gleich groß und in der Körpergestalt ähnlich (außer Gattung Oryctopus).
Der Kopf ist immer sehr groß, von Körperbreite, und abgerundet mit rundlichen, backenförmigen Schläfen. Er trägt kleine, schwarze Komplexaugen, die halbkugelig aus der Kopfkontur vorstehen. Die stark gezähnten Mandibeln sind auffallend lang und kräftig und überragen den Kopf weit nach unten. Am Kopf sitzen sehr lange und dünne, fadenförmige Antennen. Am Rumpf fällt ein großes, breitovales Halsschild (Pronotum) auf, während Meso- und Metanotum klein und etwas zurückgezogen sind. Der Körper wirkt dadurch bei Betrachtung von oben eingeschnürt. Von den drei Beinpaaren sind die Hinterbeine am kräftigsten ausgebildet und die Tibien sind an der Spitze stark gezähnt. Die Tibien der Vorderbeine sind oft erweitert und außen grob gezähnt, diese dienen als Grabbeine. Manchmal sind auch ein hinteres Beinpaar oder beide hintere Beinpaare zu Grabbeinen umgestaltet. Der Hinterleib ist kräftig und an den Seiten erweitert. Er trägt am Ende bei beiden Geschlechtern eingliedrige, lange und stabförmige Cerci. Die Weibchen besitzen einen kurzen und kräftigen, nach oben gebogenen Legebohrer (Ovipositor).
Die meisten Arten der Familie sind in beiden Geschlechtern flügellos, so zum Beispiel fast alle amerikanischen Arten. In Asien lebende Arten der Gattungen Sia und Oryctopus sind voll geflügelt. Die Deckflügel (Tegmina) dieser Arten sind nur schwach verdickt und flexibel.
Vor allem die langflügeligen Formen der Stenopelmatidae sind nur schwer von den Gryllacrididae unterscheidbar, mit denen sie nahe verwandt sind. Ein wichtiges Unterscheidungsmerkmal sind die Haftpolster (Pulvilli oder Plantulae) der Tarsen, die bei den Stenopelmatidae nicht erweitert sind. Die Unterscheidung der Arten in der artenreichsten Gattung Stenopelmatus ist schwierig und nur anhand von hakenförmigen Anhängen am Hinterleibsende im männlichen Geschlecht möglich. Im lebenden Zustand lassen sie sich am besten anhand der artspezifischen männlichen Trommellaute unterscheiden.

## Lebensweise
Alle Arten leben grabend im Boden und ernähren sich räuberisch. Einige Arten kommen nachts regelmäßig an die Bodenoberfläche und sind hier mit Köderfallen nachweisbar.
Stenopelmatidae besitzen, anders als die meisten Langfühlerschrecken, keine Tympanalorgane. Viele Arten sind aber zu Lautäußerungen durch Stridulation imstande. Dabei reiben sie nicht wie die Grillen oder Laubheuschrecken die Deckflügel übereinander, sondern die Schenkel (Femora) der Hinterbeine am Hinterleib. Die Laute dienen, soweit bekannt, nicht zur Partnerfindung, sondern sollen Fressfeinde abschrecken. Obwohl den Tieren die charakteristischen Tympanalorgane fehlen, besitzen sie wahrscheinlich ein gewisses Hörvermögen. An der Stelle der Tympanalorgane besitzen sie Erschütterungssensoren, die zu diesen homolog sind. Die Geschlechter finden sich bei den Stenopelmatidae durch Substratschall. Sie verständigen sich durch artspezifische Trommelsignale, bei denen die Tiere den Hinterleib auf den Boden schlagen, wobei beide Geschlechter trommeln. Bei der Paarung appliziert das Männchen eine große Spermatophore, die aber vom Weibchen nicht gefressen wird. Das Weibchen legt die Eier, oft in Gelegen, in einer Eikammer im Boden ab. Aus dem Ei schlüpft eine Prolarve, die sich nach kurzer Zeit zum ersten Nymphenstadium häutet.
Die meisten Arten benötigen für den vollständigen Lebenszyklus vom Ei über die Nymphenstadien bis zur Imago und erneuter Eiablage knapp zwei Jahre, in nördlichen Breiten möglicherweise noch länger. Sie besitzen, soweit bekannt, zwischen 9 und 11 Larvenstadien. Die Häutung erfolgt immer in Rückenlage. Die Lebensdauer der Imagines liegt im Labor zwischen 2 und 6 Monaten. Bei Haltung in Gefangenschaft müssen die Tiere vereinzelt werden, da sie zu Kannibalismus neigen.

## Lebensraum
Stenopelmatidae sind in einer Vielzahl unterschiedlicher Habitate zu Hause. Viele Arten sind spezialisiert auf vegetationsarme Sanddünen. Andere kommen in Wäldern vor, von trockenen Eichenwäldern bis zu Regenwäldern, manche sind auf zersetztes Holz als Lebensraum spezialisiert. Sie kommen von tropischen Tieflandregenwäldern bis in die Gebirgsstufe vor, wobei die meisten mittelamerikanischen Arten Gebirge bevorzugen. Einige kommen noch oberhalb der Waldgrenze vor.

## Phylogenie
Die Abgrenzung dieser Familie wird verschieden gehandhabt. Von der ursprünglich weit abgegrenzten Familie werden heute die Weta als eigene Familie Anostostomatidae abgetrennt, sie sind in älteren Publikationen noch dieser Familie zugeordnet. Ob die Gryllacrididae als Unterfamilie hierher gehören oder besser als eigene Familie aufgefasst werden, ist nicht endgültig geklärt. Die meisten Bearbeiter fassen diese Familien in einer Überfamilie Stenopelmatoidea zusammen. Es wäre aber auch möglich, dass es sich um getrennte Entwicklungslinien handelt.
Die Familie wird in drei Unterfamilien eingeteilt (nur rezente berücksichtigt)
- Unterfamilie Siinae Gorochov, 1988. Eine Gattung
  - Gattung Sia Giebel, 1861. In Südafrika und Indonesien. Eine verwandte Gattung (Electrosia) fossil im baltischen Bernstein[8]
- Unterfamilie Oryctopinae Kevan, 1986. Eine Gattung
  - Oryctopus Brunner von Wattenwyl, 1888. 5 Arten in Indien
- Unterfamilie Stenopelmatinae Burmeister, 1838. Westen Nordamerikas, nördlich bis Südwest-Kanada, östlich bis Oklahoma und Mittelamerika. 4 (nach anderer Auffassung nur 3) Gattungen
  - Gattung Stenopelmatus Burmeister, 1838. Artenzahl unsicher, enthält zahlreiche noch unbeschriebene Arten[2]
  - Gattung  Stenopelmatopterus Gorochov, 1988. Nach anderer Auffassung zu Stenopelmatus gehörig.
  - Gattung Viscainopelmatus Tinkham, 1970. Eine Art
  - Gattung Ammopelmatus Tinkham, 1965. Zwei Arten

## Sonstiges
Die amerikanischen Stenopelmatidae werden „Jerusalem crickets“ genannt. Die Herkunft dieses Namens ist rätselhaft, zumal sie nicht in Jerusalem (oder überhaupt im Nahen Osten) leben. Möglicherweise geht der Name auf einen im 19. Jahrhundert verbreiteten Ausruf des Erstaunens zurück. Stenopelmatidae spielen eine wichtige Rolle in der Mythologie des nordamerikanischen Volks der Hopi.